# طرخشقون حلبي
الطرخشقون الحلبي (باللاتينية: Taraxacum aleppicum) نوع نباتي يتبع جنس الطرخشقون من القبيلة الشيكورية التابعة للفصيلة النجمية.

## البيئة والانتشار
موطنه بلاد الشام وتركيا واليونان.